# Calolampra depolita
Calolampra depolita är en kackerlacksart som beskrevs av Brancsik 1898. Calolampra depolita ingår i släktet Calolampra och familjen jättekackerlackor. Inga underarter finns listade.